# Bolyai Kató
Bolyai Kató, Csermák Jánosné (Újpest, 1926. szeptember 4. – Esztergom, 2008. július 23.) gyermekszínész, színjátszó, színjátszókör vezető, vendéglátós szakember, közéleti személyiség, a Dorogi Bányász egykori vezérszurkolója.

## Életrajz
Gyermekként 1933–1938 között a Lakner Artúr által vezetett és alapított nevezetes Lakner Bácsi Gyermekszínházának növendéke volt és tanult a Feleki Kamill tánciskolájában is. Több színházi előadásban vett részt. Többek között szerepelt a Kis király, az Öregek és fiatalok, valamint a Sportrevü című darabokban. Ugyancsak több filmszerepe volt, ahol olyan neves színművészekkel szerepelt együtt, mint Turay Ida, Páger Antal, Dajka Margit, Tolnay Klári, vagy Vízváry Mariska. Híres filmszerepei a Péntek Rézi és a Borcsa Amerikában című mozifilmekben volt. A művészi pálya mellett polgárit végzett, majd gyors- és gépírói szakképesítést szerzett 1942-ben. Házasságkötése lévén költözött Dorogra. Férje, az egykori kiváló labdarúgó, Csermák János, apósa, Csermák Vencel pedig szintén egykori dorogi játékos, egyben a Dorogi AC egyik alapító tagja. Házasságukból született János fiúk szintén a dorogi csapat labdarúgója lett. A két világháború között működött népszerű helyi színjátszó csoport újjászervezője és vezéregyénisége lett a II. világháború után. A dorogi színtársulat egyik kiemelkedő művésze, egyben a társulat vezetője, főszervezője. A helyi színjátszók közül együtt szerepelt többek között Kovács Antallal is. A társulat nagy népszerűségnek örvendett és előadásaik során mindig zsúfolt nézőtér volt a jellemző. Számos ismert és híres darabot, bohózatot is vittek színpadra, a helyi bányász zenekarral pedig több zenés művet, közte operettek is adtak elő. Gyakran volt vendégszereplésük, valamint más neves társulattal is többször szerveztek közös fellépéseket. Többek között nagy sikerű önálló műsorral léptek fel a Nemzeti Színházban is. A dorogi színjátszókör az 1956-os eseményeket követően megszűnt. A későbbiekben vendéglátózással foglalkozott. Több helyi közkedvelt szórakozóhelyen is vezette az adott vendéglátóipari egységet, mint a Technika Házában, az Ezres étteremben, a Furtuna vendéglőben, valamint a sportpálya sportbüféjében. Az egyik legnevezetesebb vendéglátós munkaköre a Művelődési Otthonban péntekenként működött és nagy népszerűségnek örvendett Öt órai tea nevű zenés-táncos mulatságon volt az ötvenes-hatvanas években. Szenvedélyesen rajongott a futballért és az egykori dorogi B-közép egyik vezérszurkolója volt. Dorogon és vonzáskörnyékén egyaránt hihetetlen népszerűségre tett szert. Rendkívüli egyénisége, humora mindenkiből szeretetet és megbecsülést váltott ki. Idős korában is szinte zarándokhely volt az egykori Szénoltár tér, a későbbi Jubileum tér melletti lakásuk, ahol a látogatók egymásnak adták a kilincset. A baráti látogatások mellett hivatalból is rendszeresen felkeresték, köztük a polgármester, vagy a Dorogi FC prominens képviselői, mint Honti József, de férje egykori csapattársai is gyakran megfordultak nála vendégségben. Alakját és életpályáját többször méltatták különböző újságok, szerepelt a regionális televízióban, valamint Szilas Zoltán Lábnyomok a plafonon címmel megjelent könyvében egy teljes önálló fejezetet kapott. Az esztergomi kórházban hunyt el.